# Coupe du monde féminine de football des moins de 20 ans 2010
Navigation
Édition précédente Édition suivante
La Coupe du monde féminine de football des moins de 20 ans 2010 se déroule en Allemagne du 13 juillet au 1er août 2010 et réunit 16 sélections.

## Préparation de l'évènement

### Désignation du pays hôte
L'organisation de la Coupe du monde de football féminin des moins de 20 ans est désormais liée à celle de l'organisation de la Coupe du monde féminine de football se déroulant l'année suivante.
Six pays se portent candidats pour accueillir les deux compétitions : l'Allemagne, l'Australie, le Canada, la France, le Pérou et la Suisse. Cependant, l'Australie, la France, le Pérou et la Suisse se désistent, laissant l'Allemagne et le Canada comme seuls candidats. Le 30 octobre 2007, c'est la candidature allemande qui est retenue par la FIFA.

### Villes et stades
| Augsbourg                                         | Bielefeld                                          | Bochum                                          | Dresde                                  |
| ------------------------------------------------- | -------------------------------------------------- | ----------------------------------------------- | --------------------------------------- |
| FIFA Frauen-WM-Stadion Augsburg Capacité : 30 120 | FIFA Frauen-WM-Stadion Bielefeld Capacité : 27 300 | FIFA Frauen-WM-Stadion Bochum Capacité : 31 328 | Rudolf-Harbig-Stadion Capacité : 32 066 |
|                                                   |                                                    |                                                 |                                         |

## Équipes qualifiées
| Europe (UEFA) 5 places dont une au pays hôte Championnat d'Europe des moins de 19 ans | Amérique du Sud (CONMEBOL) 2 places Sudamericano Femenino des moins de 20 ans                                                      | Afrique (CAF) 2 places Championnat d'Afrique des moins de 20 ans |
| ------------------------------------------------------------------------------------- | --- | ---------------------------------------------------------------- |
| - Allemagne (pays hôte) - Angleterre - France - Suède - Suisse                        | - Brésil - Colombie | - Ghana - Nigeria                                                |
| Océanie (OFC) 1 place Coupe d'Océanie des moins de 20 ans                             | Amérique du Nord, centrale et Caraïbes (CONCACAF) 3 places Championnat d'Amérique du Nord, centrale et Caraïbe des moins de 20 ans | Asie (AFC) 3 places Coupe d'Asie des nations des moins de 19 ans |
| - Nouvelle-Zélande                                                                    | - Costa Rica - États-Unis - Mexique                                                                                                | - Corée du Nord - Corée du Sud - Japon                           |

## Phase finale

### Premier tour

#### Groupe A
|   | Équipe     | Pts | J | G | N | P | BP | BC | Diff |
| - | ---------- | --- | - | - | - | - | -- | -- | ---- |
| 1 | Allemagne  | 9   | 3 | 3 | 0 | 0 | 11 | 4  | +7   |
| 2 | Colombie   | 4   | 3 | 1 | 1 | 1 | 5  | 4  | +1   |
| 3 | France     | 4   | 3 | 1 | 1 | 1 | 4  | 5  | -1   |
| 4 | Costa Rica | 0   | 3 | 0 | 0 | 3 | 2  | 9  | -7   |

| 13 juillet | Allemagne  | 4 - 2 | Costa Rica |
| 13 juillet | Colombie   | 1 - 1 | France     |
| 16 juillet | Costa Rica | 0 - 2 | France     |
| 16 juillet | Allemagne  | 3 - 1 | Colombie   |
| 20 juillet | France     | 1 - 4 | Allemagne  |
| 20 juillet | Costa Rica | 0 - 3 | Colombie   |

#### Groupe B
|   | Équipe           | Pts | J | G | N | P | BP | BC | Diff |
| - | ---------------- | --- | - | - | - | - | -- | -- | ---- |
| 1 | Suède            | 7   | 3 | 2 | 1 | 0 | 6  | 4  | +2   |
| 2 | Corée du Nord    | 6   | 3 | 2 | 1 | 0 | 6  | 4  | +2   |
| 3 | Brésil           | 4   | 3 | 1 | 1 | 1 | 5  | 3  | +2   |
| 4 | Nouvelle-Zélande | 0   | 3 | 0 | 0 | 3 | 3  | 8  | -5   |

| 13 juillet | Brésil           | 0 - 1 | Corée du Nord    |
| 13 juillet | Suède            | 2 - 1 | Nouvelle-Zélande |
| 16 juillet | Brésil           | 1 - 1 | Suède            |
| 16 juillet | Corée du Nord    | 2 - 1 | Nouvelle-Zélande |
| 20 juillet | Nouvelle-Zélande | 1 - 4 | Brésil           |
| 20 juillet | Corée du Nord    | 2 - 3 | Suède            |

#### Groupe C
|   | Équipe     | Pts | J | G | N | P | BP | BC | Diff |
| - | ---------- | --- | - | - | - | - | -- | -- | ---- |
| 1 | Mexique    | 5   | 3 | 1 | 2 | 0 | 5  | 4  | +1   |
| 2 | Nigeria    | 5   | 3 | 1 | 2 | 0 | 4  | 3  | +1   |
| 3 | Japon      | 4   | 3 | 1 | 1 | 1 | 7  | 6  | +1   |
| 4 | Angleterre | 1   | 3 | 0 | 1 | 2 | 2  | 5  | -3   |

| 14 juillet | Angleterre | 1 - 1 | Nigeria    |
| 14 juillet | Mexique    | 3 - 3 | Japon      |
| 17 juillet | Nigeria    | 2 - 1 | Japon      |
| 17 juillet | Angleterre | 0 - 1 | Mexique    |
| 21 juillet | Japon      | 3 - 1 | Angleterre |
| 21 juillet | Mexique    | 1 - 1 | Nigeria    |

#### Groupe D
|   | Équipe       | Pts | J | G | N | P | BP | BC | Diff |
| - | ------------ | --- | - | - | - | - | -- | -- | ---- |
| 1 | États-Unis   | 7   | 3 | 2 | 1 | 0 | 7  | 1  | +6   |
| 2 | Corée du Sud | 6   | 3 | 2 | 0 | 1 | 8  | 3  | +5   |
| 3 | Ghana        | 4   | 3 | 1 | 1 | 1 | 5  | 5  | 0    |
| 4 | Suisse       | 0   | 3 | 0 | 0 | 3 | 0  | 11 | -11  |

| 14 juillet | Suisse       | 0 - 4 | Corée du Sud |
| 14 juillet | États-Unis   | 1 - 1 | Ghana        |
| 17 juillet | Ghana        | 2 - 4 | Corée du Sud |
| 17 juillet | États-Unis   | 5 - 0 | Suisse       |
| 21 juillet | Corée du Sud | 0 - 1 | États-Unis   |
| 21 juillet | Ghana        | 2 - 0 | Suisse       |

### Tableau final
|  | Quarts de finale       | Quarts de finale       |                      |                      | Demi-finales           | Demi-finales           |   |  | Finale               | Finale               |
|  | Quarts de finale       | Quarts de finale       |                      |                      | Demi-finales           | Demi-finales           |   |  | Finale               | Finale               |
|  |                        |                        |                      |                      |                        |                        |   |  |                      |                      |
|  | 24 juillet - Bochum    | 24 juillet - Bochum    |                      |                      | 29 juillet - Bochum    | 29 juillet - Bochum    |   |  | 1er août - Bielefeld | 1er août - Bielefeld |
|  | 24 juillet - Bochum    | 24 juillet - Bochum    |                      |                      | 29 juillet - Bochum    | 29 juillet - Bochum    |   |  | 1er août - Bielefeld | 1er août - Bielefeld |
|  | Allemagne              | 2                      |                      |                      | 29 juillet - Bochum    | 29 juillet - Bochum    |   |  | 1er août - Bielefeld | 1er août - Bielefeld |
|  | Allemagne              | 2                      |                      |                      | 29 juillet - Bochum    | 29 juillet - Bochum    |   |  | 1er août - Bielefeld | 1er août - Bielefeld |
|  | Corée du Nord          | 0                      |                      |                      | 29 juillet - Bochum    | 29 juillet - Bochum    |   |  | 1er août - Bielefeld | 1er août - Bielefeld |
|  | Corée du Nord          | 0                      | Allemagne            | 5                    |                        |                        |   |  | 1er août - Bielefeld | 1er août - Bielefeld |
|  | 25 juillet - Dresde    |                        | Allemagne            | 5                    |                        |                        |   |  | 1er août - Bielefeld | 1er août - Bielefeld |
|  |                        | Corée du Sud           | 1                    |                      |                        |                        |   |  | 1er août - Bielefeld | 1er août - Bielefeld |
|  | Mexique                | Corée du Sud           | 1                    | 1                    |                        |                        |   |  | 1er août - Bielefeld | 1er août - Bielefeld |
|  | Mexique                |                        |                      | 1                    |                        |                        |   |  | 1er août - Bielefeld | 1er août - Bielefeld |
|  | Corée du Sud           | 3                      |                      |                      |                        |                        |   |  | 1er août - Bielefeld | 1er août - Bielefeld |
|  | Corée du Sud           | 3                      | Allemagne            | 2                    |                        |                        |   |  |                      |                      |
|  | 24 juillet - Bielefeld |                        | Allemagne            | 2                    |                        |                        |   |  |                      |                      |
|  |                        | Nigeria                | 0                    |                      |                        |                        |   |  |                      |                      |
|  | Suède                  | Nigeria                | 0                    | 0                    |                        |                        |   |  |                      |                      |
|  | Suède                  | 29 juillet - Bielefeld |                      | 0                    |                        |                        |   |  |                      |                      |
|  | Colombie               | 2                      |                      |                      |                        |                        |   |  |                      |                      |
|  | Colombie               | 2                      | Colombie             | 0                    |                        |                        |   |  |                      |                      |
|  | 25 juillet - Augsbourg | 25 juillet - Augsbourg | Colombie             | 0                    | Match pour la 3e place | Match pour la 3e place |   |  |                      |                      |
|  | 25 juillet - Augsbourg | 25 juillet - Augsbourg |                      | Nigeria              | Match pour la 3e place | Match pour la 3e place | 1 |  |                      |                      |
|  | États-Unis             | 1ap (2)                | 1er août - Bielefeld | 1er août - Bielefeld |                        |                        | 1 |  |                      |                      |
|  | États-Unis             | 1ap (2)                | 1er août - Bielefeld | 1er août - Bielefeld |                        |                        |   |  |                      |                      |
|  | Nigeria                | 1 tab(4)               |                      | Corée du Sud         | 1                      |                        |   |  |                      |                      |
|  | Nigeria                | 1 tab(4)               |                      | Corée du Sud         | 1                      |                        |   |  |                      |                      |
|  |                        |                        |                      |                      |                        |                        |   |  | Colombie             | 0                    |
|  |                        |                        |                      |                      |                        |                        |   |  | Colombie             | 0                    |